# Industrietastatur

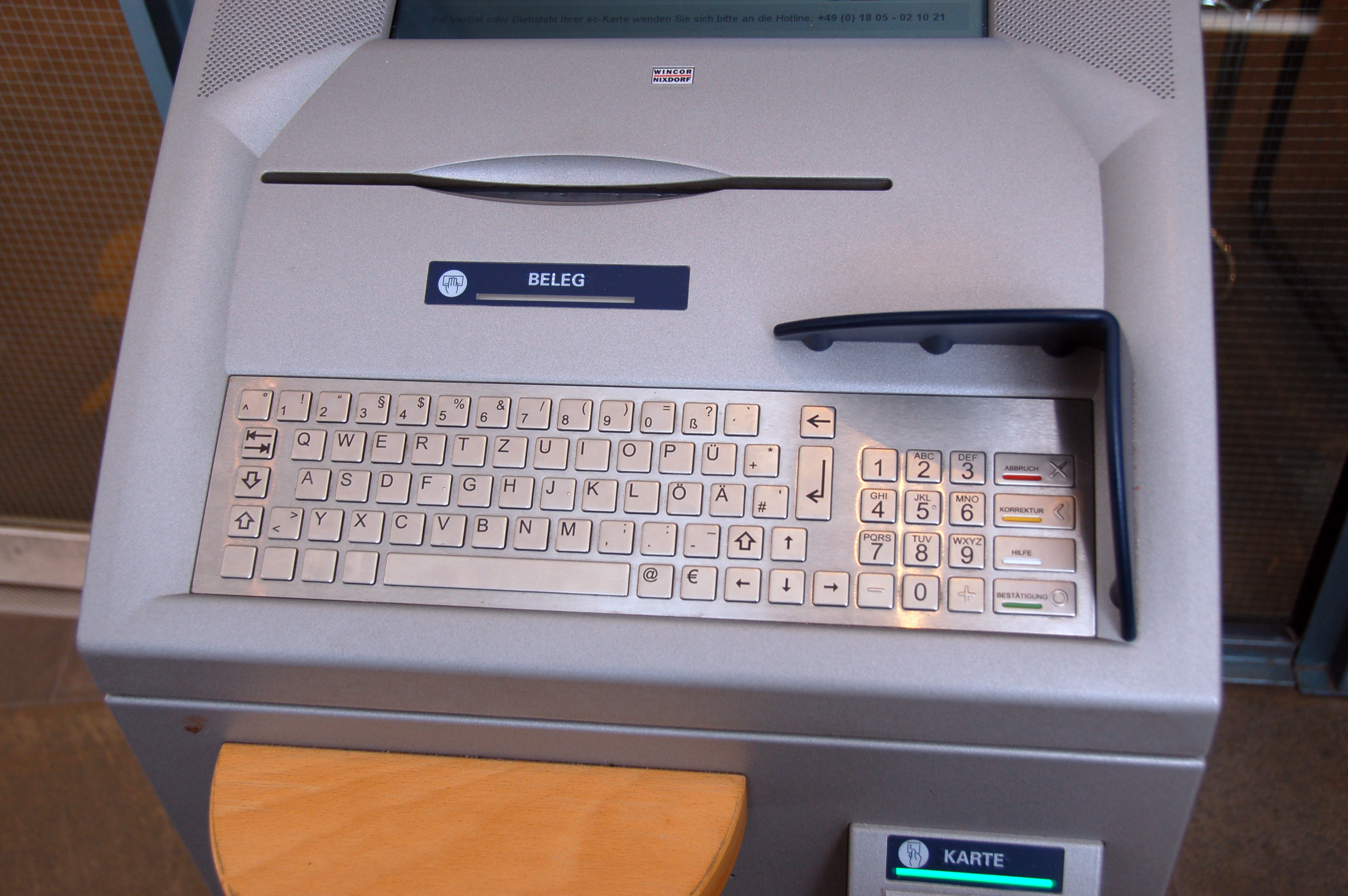
Industrietastatur an einem Überweisungsterminal

Eine Industrietastatur ist eine Tastatur, die für ihren besonderen Einsatzzweck eine eigene Beschriftung oder besondere Eigenschaften bekommen hat. 
Beispielsweise kann sie sterilisierbar sein (zum Einsatz in der Medizin) oder besonders widerstandsfähig, z. B. gegen Regen-, Spritz- oder Schwallwasser oder gegen Vandalismus und andere mechanische Gewalteinwirkung (an Geldautomaten).
Generell richtet sich der Grad der Widerstandsfähigkeit einer Industrietastatur nach den so genannten IP-Schutzart, welche Auskunft über den Schutz gegen Staub und Wasser gibt. 